# Ленгревіль
Ленгреві́ль, Ленґревіль (фр. Lingreville) — колишній муніципалітет у Франції, у регіоні Нормандія, департамент Манш. Населення — 922 осіб (2011).
Муніципалітет розташований на відстані близько 290 км на захід від Парижа, 90 км на захід від Кана, 37 км на південний захід від Сен-Ло.

## Історія
До 2015 року муніципалітет перебував у складі регіону Нижня Нормандія. Від 1 січня 2016 року належить до нового об'єднаного регіону Нормандія.
1-1-2023 Ленгревіль і Анновіль було об'єднано в новий муніципалітет Турневіль-сюр-Мер.

## Демографія
Динаміка населення (Insee ):
Розподіл населення за віком та статтю (2006):
| Стать | Всього | До 15 років | 15-24 | 25-44 | 45-64 | 65-85 | Понад 85 |
| --- | ------ | ----------- | ----- | ----- | ----- | ----- | -------- |
| Чоловіки | 472    | 80          | 32    | 108   | 140   | 112   | 0        |
| Жінки | 472    | 60          | 40    | 84    | 144   | 124   | 20       |
| \| Статево-вікова піраміда \| Статево-вікова піраміда \| Статево-вікова піраміда \| \| ----------------------- \| ----------------------- \| ----------------------- \| \| Чоловіки \| Вік \| Жінки \| \| 0 \| 85 + \| 20 \| \| 4 \| 80-84 \| 28 \| \| 24 \| 75-79 \| 4 \| \| 60 \| 70-74 \| 52 \| \| 24 \| 65-69 \| 40 \| \| 40 \| 60-64 \| 28 \| \| 40 \| 55-59 \| 56 \| \| 40 \| 50-54 \| 36 \| \| 20 \| 45-49 \| 24 \| \| 24 \| 40-44 \| 16 \| \| 20 \| 35-39 \| 20 \| \| 28 \| 30-34 \| 32 \| \| 36 \| 25-29 \| 16 \| \| 16 \| 20-24 \| 24 \| \| 16 \| 15-20 \| 16 \| \| 16 \| 10-14 \| 16 \| \| 20 \| 5-9 \| 16 \| \| 44 \| 0-4 \| 28 \| |        |             |       |       |       |       |          |
| Статево-вікова піраміда |        |             |       |       |       |       |          |
| Чоловіки | Вік    | Жінки       |       |       |       |       |          |
| 0 | 85 +   | 20          |       |       |       |       |          |
| 4 | 80-84  | 28          |       |       |       |       |          |
| 24 | 75-79  | 4           |       |       |       |       |          |
| 60 | 70-74  | 52          |       |       |       |       |          |
| 24 | 65-69  | 40          |       |       |       |       |          |
| 40 | 60-64  | 28          |       |       |       |       |          |
| 40 | 55-59  | 56          |       |       |       |       |          |
| 40 | 50-54  | 36          |       |       |       |       |          |
| 20 | 45-49  | 24          |       |       |       |       |          |
| 24 | 40-44  | 16          |       |       |       |       |          |
| 20 | 35-39  | 20          |       |       |       |       |          |
| 28 | 30-34  | 32          |       |       |       |       |          |
| 36 | 25-29  | 16          |       |       |       |       |          |
| 16 | 20-24  | 24          |       |       |       |       |          |
| 16 | 15-20  | 16          |       |       |       |       |          |
| 16 | 10-14  | 16          |       |       |       |       |          |
| 20 | 5-9    | 16          |       |       |       |       |          |
| 44 | 0-4    | 28          |       |       |       |       |          |

## Економіка
2010 року серед 521 особи працездатного віку (15—64 років) 343 були активними, 178 — неактивними (показник активності 65,8%, у 1999 році було 66,5%). З 343 активних мешканців працювало 306 осіб (169 чоловіків та 137 жінок), безробітними було 37 (16 чоловіків та 21 жінка). Серед 178 неактивних 28 осіб було учнями чи студентами, 105 — пенсіонерами, 45 були неактивними з інших причин.

У 2010 році в муніципалітеті числилось 474 оподатковані домогосподарства, у яких проживали 991,0 особи, медіана доходів виносила 16 662 євро на одного особоспоживача